# 酸化ナトリウム
酸化ナトリウム（さんかナトリウム、Sodium oxide）とは、組成式 Na2O で表される無機化合物である。ナトリウムの酸化物で、外見は白色の固体。水と激しく化学反応して水酸化ナトリウムに変わる。

## 生成
ナトリウムと適量の酸素を混ぜて化学反応させると生成する。
{\displaystyle {\ce {4Na\ + O2 -> 2Na2O}}}
ナトリウムを過剰の空気中で加熱すると酸化ナトリウムと過酸化ナトリウム(約20%)を生成する。
{\displaystyle {\ce {6Na\ + 2O_2 -> 2Na2O\ + Na2O2}}}
ナトリウムを300℃で水酸化ナトリウムと化学反応させ、未反応のナトリウムを蒸留により除くと比較的純度のよいものが得られる。
{\displaystyle {\ce {2Na\ + 2NaOH -> 2Na2O\ + H2}}}
液体ナトリウムは硝酸ナトリウムと化学反応し酸化ナトリウムと窒素を生成する。
{\displaystyle {\ce {10Na\ + 2NaNO3 -> 6Na2O\ + N2}}}

## 反応
水と激しく化学反応して水酸化ナトリウムに変わる。
{\displaystyle {\ce {Na2O\ + H2O -> 2NaOH}}}
空気中で加熱すると過酸化ナトリウムに変わる。
{\displaystyle {\ce {2Na2O\ + O2 -> 2Na2O2}}}
岩石の風化作用のとき、大気中の二酸化炭素は水に溶けて岩石中に含まれる長石中の酸化ナトリウム成分と化学反応して炭酸水素ナトリウムに変わる。
{\displaystyle {\ce {Na2O\ + H2O\ + 2CO2 -> 2NaHCO3}}}
酸化ナトリウムは二酸化炭素を吸収して炭酸ナトリウムになる。
{\displaystyle {\ce {Na2O\ + CO2 -> Na2CO3}}}

## 結晶の性質

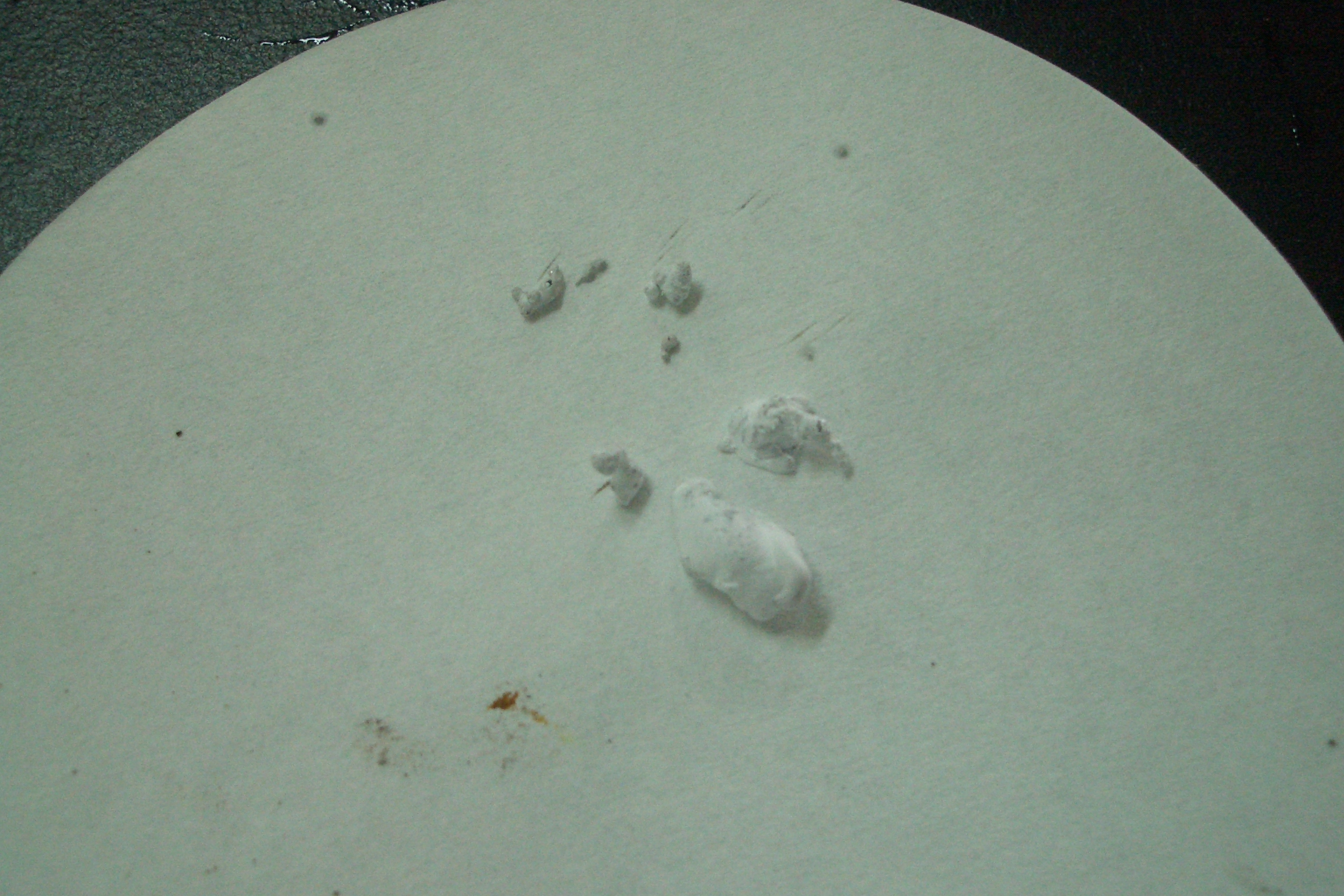
酸化ナトリウムの粉末。

酸化ナトリウムの結晶は立方晶系に属し、逆蛍石型構造で、フッ化カルシウムのカルシウムイオンの位置に酸化物イオン、フッ化物イオンの位置にナトリウムイオンが配置している。格子定数はa = 5.55Åである。